# Frankrike i olympiska vinterspelen 2014
Frankrike deltog i de olympiska vinterspelen 2014 i Sotji, Ryssland, med en trupp på 116 atleter fördelat på 12 sporter.
Fanbärare av den franska truppen på invigningen i Sotjis Olympiastadion var skidhopparen Jason Lamy-Chappuis.

## Medaljer

### Guld
- Freestyle
  - Herrarnas skicross: Jean Frederic Chapuis

- Skidskytte
  - Herrarnas jaktstart: Martin Fourcade
  - Herrarnas distanslopp: Martin Fourcade

- Snowboard
  - Herrarnas boardercross: Pierre Vaultier

### Silver
- Alpin skidåkning
  - Herrarnas storslalom: Steve Missillier

- Freestyle
  - Herrarnas skicross: Arnaud Bovolenta

- Skidskytte
  - Herrarnas masstart: Martin Fourcade

### Brons
- Alpin skidåkning
  - Herrarnas storslalom: Alexis Pinturault

- Backhoppning
  - Damernas normalbacke: Coline Mattel

- Freestyle
  - Herrarnas halfpipe: Kevin Rolland
  - Herrarnas skicross: Jonathan Midol

- Längdskidåkning
  - Herrarnas stafett: Jean-Marc Gaillard, Maurice Manificat, Robin Duvillard, Ivan Perrillat Boiteux

- Skidskytte
  - Herrarnas jaktstart: Jean-Guillaume Béatrix

- Snowboard
  - Damernas boardercross: Chloe Trespeuch